# 西鉄バス北九州
西鉄バス北九州株式会社（にしてつバスきたきゅうしゅう）は、福岡県北九州市小倉北区に本社を置くバス事業者で、西日本鉄道の完全子会社である。北九州市を中心に乗合バス事業を営むほか、貸切バス事業も行う。
西日本鉄道が直轄で運営していた北九州地区のバス事業を分社化したものだが、西鉄バス北九州の設立により、西鉄発祥の地である北九州地区での西鉄直営の交通事業は消滅した。西鉄グループの北九州地区の交通事業は西鉄バス北九州のほか、貸切バス事業は西鉄観光バス北九州支社、鉄道事業は筑豊電気鉄道がある。
北九州市内の乗合バスは、主に北九州市営バス（旧・若松市営バス）と競合しない6つの区（若松区以外）を中心に路線網を分担している。

## 概要
西鉄の“源流”である九州電気軌道の流れを汲んだ「北九州営業局」が、2000年の路面電車線（西鉄北九州線）からの撤退を経て、西鉄のバス事業再編（地域分社化）の方針を受け、2002年に本社から分離独立したものである。
それまでも西鉄は不採算路線を地域子会社に分離させていたが、営業局の独立という位置づけがあり、不採算で分社されることの多い他社とは異なり、主要路線では本体並みの輸送量や路線規模を持つなどするため、他の地域子会社と扱いが異なる点が複数ある。
- 事業拠点の名称は、他の地域子会社の場合だと「○○本社」（または単に「本社」と称する会社もあり）「○○支社」という扱いに対し、当社の場合は西鉄本体と同じ「自動車営業所」を名乗る。
- 車両や車内の社名表記では、他のグループ会社が黒なのに対し、青色（青紫色）表記の「西鉄バス北九州」となっている。設立当初は他の子会社には存在しなかったが、2014年現在では一般路線車でも西鉄バス宗像等の一部車両においても青紫色表示が存在する。また、(原則)西鉄本体から子会社の自社路線に転属になった車両については、転属後を含め順次"Group"ロゴを西鉄ロゴ下に追記するが、西鉄バス北九州所属車には付与しない。他社では原則として消去される車両側面の「にしてつ」表記も残されている。なおバス停留所に関しては、他の子会社同様に"Group"ロゴが使用される。
- 地域子会社で唯一、自社のウェブサイトを持つ。
- 西日本鉄道から管理委託を受けている福岡 - 北九州線を除き路線・乗務員が全て自社管轄である（西鉄本体からの出向者も2007年に自社に転籍した）。
- 分離子会社ではあるが、毎年定期的に新車を導入しているほか、設備面(nimoca導入、車内液晶式運賃表、主要停留所にバスナビ接近表示機の設置など)も西鉄本体と遜色なく、グループトップクラスでの水準となることが多い。
- 車両は、税法上西鉄本体所有の車両をリースする方式であるが、2004年以降の新車は、大半が自社所有のものとなっている。出口上に道路運送車両法に基づき付けられているプレートに所属社名が表記されているが、リース車は「西日本鉄道株式会社」の上にステッカーが貼られている（一部貼られていないものもある）のに対し、自社所有の車両については「西鉄バス北九州株式会社」が直接印刷されている。

現在は北九州市内及び近郊の一般路線バスを中心に、北九州市内（一部行橋市）発の高速バス・特定輸送バス・貸切バスを運行している。ただしエリア内の貸切バスは主として西鉄観光バス（北九州支社、旧西鉄北九州観光）が営業している。
2005年6月には北九州地区のバスが乗り放題の定期券「得パス」が導入された（使い方は福岡地区乗り放題の「エコルカード」と同じ）。使用可能範囲は、北九州市・苅田町・行橋市・中間市・直方市となっている。なお、直方市はイオンモール直方バス停のみ利用可能であり、その他のバス停では乗降することができない。
電子マネー「nimoca」については、2008年10月19日から小倉・八幡の両営業所で導入を行い、2009年7月13日には全営業所への導入が完了した。定期券類は、2009年9月15日に「得パス」搭載のものが「nimoca」に移行開始（10月1日に通用開始）、その他のものは10月15日に「nimoca」に移行開始した。「nimoca」移行に伴い、それまでの磁気式バスカード・定期券は2009年9月30日をもって販売を終了、2010年3月31日をもってサービスを終了した。

## 沿革
- 2002年
  - 5月1日 - 西鉄北九州営業局を母体として設立。
  - 10月1日 - 西鉄本社および子会社の北九州市内すべての一般路線バス営業所（香月営業所を除く）と行橋営業所を移管し、営業開始する。ただし、行橋営業所は西鉄バス京築に管理委託。同時に「西鉄バス北九州一日フリー乗車券」発売開始。
- 2003年
  - 7月1日 - 西鉄グループバス事業再編により、西鉄バス遠賀香月支社と中間支社を統合し香月営業所（中間営業所は廃止）、西鉄バス宗像芦屋支社を八幡営業所芦屋車庫として移管を受ける。
- 2004年
  - 4月1日 - 行橋営業所を廃止（跡地は西鉄北九州観光に譲渡し、車庫設備は存置）。行橋営業所担当路線のうち、同日以降も残った路線については弥生が丘営業所へ移管。
- 2005年
  - 2月19日 - 湯川営業所を廃止（跡地は北九西鉄タクシーに譲渡し、タクシー車庫に転用）。湯川営業所蜷田車庫が蜷田営業所に昇格。
  - 4月1日 - 芦屋地区のローカル廃止に伴い芦屋車庫を廃止。
  - 6月1日 - 北九州地区西鉄グループ一般路線バス乗り放題「得パス」利用開始。
  - 8月3日 - スロープ付き大型ノンステップバス2台を路面電車代替路線に導入。1998年の福岡での試行以来である。国土交通省「標準仕様ノンステップバス要領」に適合しており、外観では前ドアグライドスライド、中引戸が特徴。車内もロングシートとなっている。
  - 9月30日 - 小嶺営業所を廃止。転回所として敷地規模を縮小し小嶺車庫となる。
- 2006年
  - 10月1日 - 「北九州都市圏1日フリー乗車券」（西鉄バス北九州一日フリー乗車券から改称）がバス車内でも発売開始。
- 2007年
  - 4月1日 - バスの現在位置や遅れ時間、到着予定時刻といった情報がパソコンや携帯電話と通じてリアルタイムに乗客に提供される「にしてつバスナビ」を導入（門司、小倉、戸畑、八幡、香月、浅野の各営業所管内の一部路線）。
  - 4月28日 - 行橋営業所が弥生が丘営業所行橋車庫として営業再開（路線については、弥生が丘営業所から一部移管された。）。
  - 10月1日 - 西鉄本体からの出向扱いの乗務員も、西鉄バス北九州に移籍。
- 2008年
  - 3月24日 - バスの現在位置や遅れ時間、到着予定時刻といった情報がパソコンや携帯電話と通じてリアルタイムに乗客に提供される「にしてつバスナビ」を北九州地区全路線に導入。
  - 6月9日 - 西鉄バスの新デザインバス（スマートループ）52台導入のうち、まず10台を納入。行橋以外の各営業所に1台ずつ配置して運行を開始。以後都心部の営業所を中心に旧型車置き換えによる追加導入・既存車両塗装のスマートループ化を進行。
  - 10月19日 - 小倉・八幡営業所に非接触式ICカード「nimoca」導入。
- 2009年
  - 2月22日 - 門司・蜷田・戸畑営業所に「nimoca」導入。
  - 4月1日 - 水巻町南部に乗り入れている中間線（行先番号63、64番）を北九州市交通局へ移管して廃止、水巻町から撤退。
  - 6月23日 - 恒見・弥生が丘・香月・行橋営業所に「nimoca」導入。
  - 7月13日 - 浅野・中谷営業所に「nimoca」を導入。
  - 9月15日 - 「得パス」を搭載する定期券を「nimoca」化（通用開始日は10月1日）。
  - 10月15日 - 通勤・通学・契約の各種定期券や、小倉及び黒崎の都心フリー定期券を搭載する定期券を搭載する定期券を「nimoca」化。
- 2010年
  - 1月1日 - 「得パス」の顔写真提示方式を廃止。
  - 4月1日 - 経営不振による西鉄グループの路線再編により、いくつかの系統において一部区間または全区間が廃止（1段階目。詳細は各営業所の項目を参照）。
- 2011年
  - 4月1日 - 経営不振による西鉄グループの路線再編により、いくつかの系統において一部区間または全区間が廃止（2段階目。詳細は各営業所の項目を参照）。
  - 10月1日 - 経営不振による西鉄グループの路線再編により、いくつかの系統において一部区間または全区間が廃止（3段階目。詳細は各営業所の項目を参照）。
- 2012年
  - 6月23日 - 経営不振による西鉄グループのバス事業見直しの一環として、蜷田営業所をこの日の終バスを以って廃止。定期券購入等で影響を受ける地域住民に向け営業所掲示の形で発表。
- 2014年
  - 4月26日 - 浅野営業所を北九州市立スタジアム建設による道路移設に伴いこの日の終バスを以って西鉄観光バス北九州支社内の青葉車庫に移設された。
  - 4月27日 - この日から浅野営業所は青葉営業所として営業開始。
- 2017年
  - 3月24日 - 若松区内の大橋通り～向洋中学校前間が同区内の営業エリアである北九州市交通局と路線がほとんど被ることやモータリゼーションの進行等の影響で赤字となり廃止。
  - 3月31日 - 北九州市交通局との共同運行である芦屋急行線がモータリゼーションの進行等の影響で赤字となり本格運行に至らず廃止。結果、上記と合わせて若松区の大半の路線が廃止となった。

- 2018年

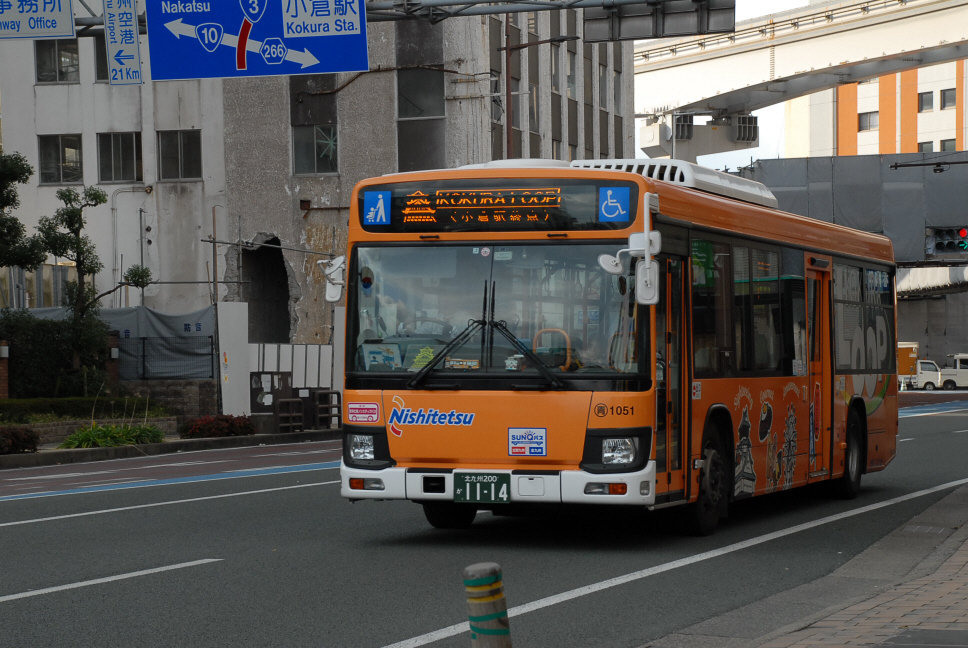
小倉ループバス

  - 12月1日 - 北九州市及び九州運輸局からの委託事業として、小倉都心部の観光スポットを結ぶ循環バス「小倉ループバス」を運行開始。
- 2019年
  - 4月1日 - 西鉄高速バスの事業分割・解散に伴い、西鉄高速バスの北九州地区の高速バス事業を当社に移管[2]。これに伴い、北九州高速自動車営業所を新設し、これまで西鉄高速バス北九州支社が担当していた路線を西鉄本体が継承した上で、それらを西鉄本体から当社に管理委託を受ける形となる（小倉自動車営業所がおこなっている既存の「ゆのくに号」や「北九州エアポートバス」は対象外）。
  - 7月25日 - 1番・25番に連節バス導入。
  - 11月1日 - 魚町定期券販売所が「西鉄旅行小倉旅行センタ－」内に移転。
  - 12月20日 - 訪日観光客の著しい減少等により小倉ループバスを運行休止[3]。
- 2020年
  - 1月14日 - 小倉 - 福岡空港線廃止[4]。
  - 3月14日 - 乗務員不足により、いくつかの系統において減便（走行キロベースで約5%減）。高速バス「なかま号」廃止[5]。
- 2021年
  - 7月31日 -  10番に連節バス導入。
  - 10月1日 - 小倉南区内に乗り入れていた西鉄バス筑豊が乗務員不足やモータリゼーションの進行等の影響で赤字となり同区内の路線（西鉄後藤寺～中谷線）を廃止。これに伴い同区内の頂吉越～山ヶ迫間を引き継ぎ同区内の徳力・中谷地区を起終点とし1年間の試行という形で運行開始。試行運行は1年を過ぎた2022年10月1日以降も続いていたが、2023年3月31日をもって終了した。

## 営業所
営業所の名称はその時々の状況によってかなり変化している。2008年夏以降は有人事業所が再び「営業所」名称に統一された。同時期以後独自に作成した路線図やモニター募集のチラシでは「営業所」表記に統一しているが、公式サイトでは2014年（平成26年）7月1日時点では行橋の拠点がそれぞれ「車庫」の扱いとなっている。

### 営業所等所在地
2022年（令和4年）3月12日現在。営業所表記（○の中に漢字1文字または2文字で表示）及び記載順序は公式サイトのバス営業所一覧の記述に基づく。
| 営業所名               | 所属表記 | 所在地                                 | 本拠エリア                 | 併設（最寄）停留所                       |
| ---------------------- | -------- | -------------------------------------- | -------------------------- | ---------------------------------------- |
| 小倉自動車営業所       | ○小      | 北九州市小倉北区砂津1丁目1番2号        |                            | 砂津                                     |
| 弥生が丘自動車営業所   | ○弥      | 北九州市小倉南区貫弥生が丘1丁目11番1号 | 小倉南区南東部             | 弥生が丘営業所                           |
| 行橋車庫               | ○行      | 行橋市中央1丁目12番41号                | 行橋市、苅田町             | 行橋営業所                               |
| 戸畑自動車営業所       | ○戸      | 北九州市戸畑区川代2丁目1番46号         | 戸畑区                     | 戸畑営業所、戸畑渡場、製鉄飛幡門         |
| 八幡自動車営業所       | ○幡      | 北九州市八幡西区穴生4丁目11番1号       | 八幡西区北部、八幡東区     | 八幡営業所、皇后崎（西鉄八幡営業所入口） |
| 門司自動車営業所       | ○門      | 北九州市門司区鳴竹2丁目17番5号         | 門司区西部                 | 田野浦                                   |
| 恒見自動車営業所       | ○恒      | 北九州市門司区吉志3丁目5番1号          | 門司区東部、小倉南区北東部 | 恒見営業所                               |
| 中谷自動車営業所       | ○谷      | 北九州市小倉南区大字高津尾523番地1号   | 小倉南区中西部             | 中谷                                     |
| 香月自動車営業所       | ○香月    | 北九州市八幡西区香月西3丁目10番1号     | 八幡西区南部               | 香月営業所                               |
| 北九州高速自動車営業所 | ○北高    | 北九州市小倉北区砂津1丁目1番2号        |                            | 砂津                                     |

### 会社発足後に完全廃止された営業所等
- 湯川自動車営業所
- 小嶺自動車営業所（現在小嶺車庫）
- 八幡自動車営業所芦屋車庫（旧西鉄バス宗像芦屋支社）
- 蜷田自動車営業所
- 浅野自動車営業所
- 青葉自動車営業所

### 備考
- 小倉営業所・北九州高速自動車営業所は本社に併設。
- 浅野、中谷両営業所は一時西鉄バス京築に管理委託。当社発足時に復帰移管。
- 行橋第二営業所は西鉄バス京築の西鉄北九州観光への吸収合併に伴い同社に移管されていた。現在は公式サイト上では弥生が丘営業所の車庫扱いの表記となっている。
- 蜷田車庫（蜷田営業所）は旧湯川営業所閉鎖後営業所機能を移転し、営業所となった。その後合理化で戸畑営業所管轄下の車庫扱いに。
- 香月営業所は一時西鉄バス遠賀に管理委託。その後西鉄バス全体の事業再編で西鉄バス遠賀が西鉄バス筑豊に吸収合併される際に、同社の旧中間営業所を統合した上で移管され、更には旧小嶺営業所もここに統合された。
- 浅野営業所は北九州市立スタジアム建設に伴い閉鎖後、営業所機能を青葉車庫へと移転し青葉営業所として開設された。

## 路線バス
北九州市内とその周辺で約90系統のバス路線を設定している。路線数が多いため、路線の詳細な記述は省略する。系統番号が同じでも路線名が異なることがあり、反対に路線名が同じでも経由地の違いにより路線番号が異なる。
北九州市は強い経済的結びつきを持つ5市の合併によってできた都市であるため、バス路線も複数の区にまたがって運行される路線と、1つの区内のみを走行する路線が混在する。都心部（小倉駅地区もしくは黒崎駅地区）を発着もしくは経由する路線については、方向幕時代には、方面別により、行先表示器に表示される行先番号に色づけがされていた。行先表示のLED化が完了した現在は、方面表示については、行先表示とは別に、地の色だけを幕で表示するようになっている（写真を参照）。
小倉駅系統
- ■青色：小倉駅→門司方面
- ■橙色：小倉駅→戸畑・若松方面
- ■緑色：小倉駅→山田・八幡・黒崎方面
- ■茶色：小倉駅→小倉南区南西部（中谷・志井など）方面
- ■黄色：小倉駅→小倉南区南東部・門司区南部（弥生が丘・恒見など）・苅田・行橋方面
- ■赤色：小倉駅→小倉北区南東部（霧丘・大谷池など）方面
- □白色：各地→小倉駅方面、上記以外の全路線

黒崎駅系統
- ■青色：50番、53番、75番香月営業所方面→黒崎駅、74番泉ヶ浦経由
- □白色：上記以外の全路線

なお、方向幕時代における路線番号表記は、小倉駅方面行の路線は白地に赤文字、黒崎方面行の一部路線は白地に濃い青文字となっていた。

### 運行している地域
- 北九州市
- 京都郡苅田町
- 行橋市
- 中間市
- 直方市（一般路線バスはイオンモール直方への乗り入れのみ）、高速バスが直方PAに停車する。
- 宮若市※高速バスが若宮インターチェンジに停車する。
- 福岡市中央区、博多区※高速バスのみ。

北九州市に関しては、若松区内のみ北九州市交通局（北九州市営バス（旧若松市営バス））が存在する関係で、ほとんど（同区内での）事業展開がされておらず、路線・本数共にわずかしかない。また、かつては遠賀郡水巻町、遠賀町、岡垣町、宗像市にも路線が存在していたが、水巻町の路線は2009年3月末、遠賀町、岡垣町、宗像市からは2005年3月末で撤退した。
遠賀郡芦屋町も大半の路線が2005年3月末で撤退、その後は北九州市交通局との共同運行である芦屋急行線の一部を運行するのみとなったが、こちらも2017年3月末の廃止に伴い、同町からは完全撤退。
山口県下関市にも関門橋経由で北九州空港エアポートバスが運行されていたが、2011年3月をもって撤退した。

### 主なバスターミナル
- 砂津バスセンター（チャチャタウン前、本社隣接）
- 小倉駅バスセンター
- 下曽根駅
- 戸畑駅
- 戸畑渡場
- 八幡駅
- 西鉄黒崎バスセンター（黒崎駅前）
- 折尾駅
- 門司駅
- 門司港駅
- 北九州空港

### 主要路線
ここでは、2023年4月1日以降における運行本数が多い路線、本数は少ないが各地域における重要な路線についてのみ紹介する。その他の路線については各営業所の項を参照。
番号は全て行先番号。なおローカル系統に同一行先番号が用いられているケースもある。■はルート中で起終点となる停留所。
| 番号  | 番号  | 番号  | 番号 | 路線名                             | 運行営業所            | 特筆事項 |
| ----- | ----- | ----- | ---- | ---------------------------------- | --------------------- | --- |
| 1     | 1     |       |      | 小倉 - 黒崎・折尾 香月（快速）小倉 | 小倉・八幡・香月      | 運行経路：砂津 - 小倉駅入口 - 魚町 - 西小倉駅前 - 竪町 - 金田二丁目 - 下到津 - 到津の森公園前 - 七条 - 三条 - 大蔵 - 中央二丁目 - 八幡駅入口第一 - 陣山 - 西鉄黒崎バスセンター■ - 皇后崎 - 陣の原踏切 - 折尾中学校前 - 折尾駅 - 西鉄北九州線代替路線。以前は他のバスと異なる塗色（クリーム地に緑色）の専用車（全車ワンステップバスもしくはノンステップバス）を使用していたが、近年は一般塗装車で運行されることがほとんどである。 - 主要停留所のみ停車する特別快速（特快）が存在する（太字に停車）。以前は、砂津ー黒崎間での運行であったが、2017年10月1日より、砂津ー折尾駅(黒崎ー折尾駅は各バス停に停車)での運行と、日祝日の運転が開始された。 - 2019年7月より、特別快速に連節バスを導入。 - 香月営業所担当分は、快速便や他の便との間合い運用である。 |
| 35    | 35    |       |      | 長野 - 小倉                        | 弥生が丘              | 運行経路：青葉車庫 - 大門 - 魚町 - 平和通り - 三萩野 - 片野二丁目 - 城野町 - 北方小学校前 - 北方（高速下） - 企救中学校前 - 蜷田 - 農事センター入口 - 下横代※ - 舞ケ丘団地／※ - サンアクアTOTO■ - 西鉄北方線の代替路線。戸畑方面からの利便をはかるべく設定された。 - 2016年3月のダイヤ改正で戸畑駅 - 青葉車庫間がカットされ、行先番号も5番→35番に変更。カットされた区間は5番が維持されたものの93番と運用統合された。 |
| 6     | 6     | 6     |      | 門司 - 戸畑・中谷                  | 中谷                  | 運行経路：門司駅前 - 社ノ木二丁目 - 赤坂 - 砂津 - 小倉駅入口 - 平和通り - 三萩野 - 北方・北九州市立大学前 - 守恒 - 徳力団地南 - 徳力嵐山口駅 - 長行校下 - 中谷 - 西鉄北方線の代替路線。門司方面からの利便をはかるべく設定された。 - この会社屈指の長距離路線。かつては運行していた中谷営業所と門司営業所の間を結んでいた。 - 相次ぐリストラで、徳力地域においては、田川快速線廃止・区間短縮後は事実上“唯一のバス路線”となっている。 |
| 7 7M  | 7 7M  | 92    | 92   | 鞘ヶ谷 - 大谷池 小倉（中原）戸畑線 | 小倉                  | 運行経路1(7・7M)：砂津 - 魚町 - 大門 - 金田二丁目 - 到津の森公園 - 七条 - ※ - 鞘ヶ谷 - 浅生通り - 戸畑駅 - 製鉄飛幡門 運行経路2(7・92)：砂津 - 魚町 - 大門 - 金田二丁目 - 到津の森公園 - 七条 - 鞘ヶ谷 - 三六町 - 中原 - 小倉高校下 - 大門 - 魚町 - 砂津■ - 下富野 - 神幸町 - 大谷池 運行経路3(92)：戸畑駅 - 浅生通り - 三六町 - 中原 - 小倉高校下 - 大門 - 魚町 - 砂津■ - 下富野 - 神幸町 - 大谷池 ※ (7M) - 北九州市立美術館 - - 運行経路2は合理化により2路線を統合。三六町で行き先番号が切り替わる。 |
| 10    | 10    |       |      | 恒見 - 小倉                        | 恒見                  | 運行経路：砂津 - 小倉駅バスセンター■ - 平和通り - 三萩野 - 片野駅 - 城野駅前 - 湯川 - 葛原五丁目 - 寺迫口 - 沼団地口 - 中吉田 - 吉田団地 - 上吉田 - 恒見営業所 - 以前は、※ - 中吉田 - 下吉田 - 井の浦 - あげ - 恒見営業所という経路も設定されていたが、不採算路線見直しにより廃止・撤退した。 - 2021年7月より、連節バスによる「特快10」系統の運行を開始。 |
| 22    | 22    |       |      | 小倉 - 黒崎 香月（快速）小倉       | 小倉・八幡 ・香月     | 運行経路：砂津 - 小倉駅バスセンター - 三萩野 - 到津の森公園 - 中央二丁目 - 八幡駅入口第一 - 西鉄黒崎バスセンター - 香月営業所担当分は、快速便や他の便との間合い運用である。 |
| 25    | 25    |       |      | 小倉（井堀）戸畑                   | 小倉・戸畑            | 運行経路：戸畑駅 - 浅生通り - 明治学園前 - 一枝 - 井堀 - 西南女学院下 - 小倉北特別支援学校前 - 東筑紫短大前 - 清水交差点 - 南小倉駅前 - 三萩野■ - 小倉駅バスセンター - 砂津 - 沿線に大学・高校や私立中学が多いことから、通学路線として使われている。このため、学校が休みとなる夏には減便する。 - ■止めの便はいずれも戸畑駅始発。朝の通学需要に対応。 - 2019年7月より連節バスを導入（1往復のみ）。 |
| 27 28 | 27 28 | 27 28 |      | 黒原 - 戸畑                        | 戸畑・小倉 ・弥生が丘 | 主な運行経路：製鉄飛幡門 - 戸畑駅■ - 浅生通り - 明治学園前 - 一枝 - 西南女学院下 - 小倉北特別支援学校前 - 南小倉駅前 - 木町 - ※ - 北九州市役所前 - 小倉駅バスセンター - 砂津■ - 中津口 - 熊本二丁目 - 黒原二丁目 - 霧丘三丁目■ - 安部山入口 - 湯川新町三丁目■ - 下横代 - 舞ケ丘団地 ※ (27) - 大手町西 - ソレイユホール・ムーブ前 - 小倉北区役所前 - ※ (28) - 金田一丁目 - 金田 - 小倉北警察署前 - 25番と並んで戸畑方面の通学需要をまかなうと同時に、小倉北区・小倉南区東部を広く結んでいる。 |
| 34    | 34    |       |      | 志井                               | 中谷                  | 運行経路：砂津 - 小倉駅バスセンター■ - 平和通り - 三萩野 - 片野二丁目 - 城野町 - 北方小学校前 - 北方・北九州大学前 - 守恒 - 山手一丁目 - 志徳団地北■- 北九州高専前 - 志井車庫■ - 母原 - 新道寺 - 山ヶ迫 - 石原町 - 高津尾 - 中谷 - 中谷営業所の主力路線。鉄道の最寄り駅までが遠い山手エリアの生活路線である。 - 大半が志井車庫もしくは志徳団地北止め。中谷発着は朝上りと夕方以降下りのみ。 - 2021年10月より、徳力公団前駅 - 母原 - 中谷間のフィーダー路線設置に伴い、志井車庫以遠は減便となる。 |
| 38-x  | 38-x  |       |      | 長野 - 小倉                        | 弥生が丘              | 38：砂津 - 小倉駅バスセンター - 平和通り - 三萩野 - 片野二丁目 - 城野町 - 北方小学校前 - 北方（高速下） - 企救中学校前 - 蜷田 - 農事センター入口 - 津田 - 下曽根車庫 - 下曽根駅南口 38-1：砂津 - 小倉駅バスセンター - 平和通り - 三萩野 - 片野二丁目 - 城野町 - 北方小学校前 - 北方（高速下） - 企救中学校前 -蜷田 - 農事センター入口 - 津田 - 貫団地口 - 府殿入口 - 弥生が丘団地 - 弥生が丘営業所 38-2：砂津←小倉駅バスセンター←平和通り←三萩野←片野二丁目←城野町←北方小学校前←北方（高速下）←企救中学校前←蜷田←農事センター入口←津田←下曽根車庫←下曽根駅南口←中曽根←貫入口←府殿入口←弥生が丘団地←弥生が丘営業所 - 都市高速経由路線（138番）ができて以降は減便傾向にあり、特快10番新設をはじめとした弥生が丘地区路線再編により現在では下曽根駅行きが2～3時間に1本、営業所への出入庫として38-1、38-2が運行されるのみとなっている。過去には、弥生が丘営業所前身の曽根営業所跡である曽根新田バス停行きが運行されていた。 - 38-1番は営業所から下曽根駅方面には行かず、貫団地口を経由し津田・小倉方面へ向かう。38-2は営業所から貫入口を経由し下曽根駅南口・小倉方面へ向かう。 - 小倉都心方面行は38-1番が津田から、38-2番が下曽根駅南口から、いずれも38番に変わって運行される。 |
| 40 41 |       |       |      | 小嶺 - 戸畑・若松                  | 戸畑・香月            | 40番：香月営業所 - 千代四丁目 - 小嶺インター口 - 小嶺車庫■ - 金付免 - 馬場 - 引野口 - 幸神 - 熊西局前 - 西鉄黒崎バスセンター - 熊手四ツ角 - 紅梅三丁目 - 祇園三丁目 ◇／八幡駅 - ◇大谷球場 - 中央三丁目 - 大蔵 - 七条 - 鞘ヶ谷競技場 - 天籟寺 - 天神二丁目 - 浅生通 - 戸畑駅 - 幸町◆ - 製鉄飛幡門／◆ -大橋通 → 若松駅 41番：香月営業所 - 千代四丁目 - 小嶺インター口 - 小嶺車庫■ - 金付免 - 馬場 - 引野口 - 幸神 - 熊西局前 - 西鉄黒崎バスセンター - 熊手四ツ角 - 紅梅三丁目 - 祇園三丁目 - 大谷球場 - 中央三丁目 - スペースワールド駅 - ジアウトレット北九州 - 北九州市西部を代表する屈指の長距離路線。ただし、2016年3月のダイヤ改正以降は上記のように八幡地区で分割された運用がメインとなり、香月 - 戸畑間の運行は入出庫の時間帯に限られる。 |
| 50 53 | 50 53 | 75    | 75   | 大平・馬場山                       | 香月                  | 運行経路1(50⇔53)：筑鉄香月→香月営業所 - 茶屋の原団地 - 馬場山 - 香月東口 - 小嶺インター口 - 小嶺車庫 - 下上津役 - 引野口 - 幸神 - 国道東曲里町 - 黒崎ループ - 国道東曲里町 - 引野口 - 下上津役 - 小嶺車庫 - 小嶺インター口 - 香月東口 - 馬場山■ - 星ヶ丘五丁目■ - イオンモール直方 運行経路2(50⇔75)：筑鉄香月→香月営業所 - 茶屋の原団地 - 馬場山 - 香月東口 - 小嶺インター口 - 小嶺車庫 - 下上津役 - 引野口 - 幸神 - 国道東曲里町 - 黒崎ループ - 国道東曲里町 - 幸神 - 引野口 - 養福寺 - 沖田 - 大平 - 千代四丁目 - 香月営業所 運行経路3(53⇔53)：イオンモール直方 - 星ヶ丘五丁目■ - 馬場山■ - 香月東口 - 小嶺インター口 - 小嶺車庫 - 下上津役 - 引野口 - 幸神 - 国道東曲里町 - 黒崎ループ - 国道東曲里町 - 引野口 - 下上津役 - 小嶺車庫 - 小嶺インター口 - 香月東口 - 馬場山■ - 星ヶ丘五丁目■ - イオンモール直方 運行経路4(53⇔75)：イオンモール直方 - 星ヶ丘五丁目■ - 馬場山■ - 香月東口 - 小嶺インター口 - 小嶺車庫 - 下上津役 - 引野口 - 幸神 - 国道東曲里町 - 黒崎ループ - 国道東曲里町 - 幸神 - 引野口 - 養福寺 - 沖田 - 大平 - 千代四丁目 - 香月営業所 運行経路5(75⇔75)：香月営業所 - 千代四丁目 - 大平 - 沖田 - 養福寺 - 引野口 - 幸神 - 国道東曲里町 - 黒崎ループ - 国道東曲里町 - 幸神 - 引野口 - 養福寺 - 沖田 - 大平 - 千代四丁目 - 香月営業所 - 合理化による統合路線で、八幡西区西南部の基幹路線の一つをなす。全ての便において八幡西区西南部から黒崎ループを経由して八幡西区西南部へ戻る運用となっている。 - 番号は西鉄黒崎バスセンターで変わるが、実質黒崎方面行は熊西郵便局前まで、黒崎発は熊手四ツ角から、乗車可能になっている。 - 番号にかかわらず黒崎ループは以下の通り。 国道東曲里町（旧八幡西区役所前）→熊手四ツ角→黒崎駅前ふれあい通り→西鉄黒崎バスセンター■→熊西局前→国道東曲里町（旧八幡西区役所前） |
| 70 71 | 70 71 |       |      | 門司 - 戸畑 黒崎・戸畑 - 砂津      | 門司・戸畑 小倉・八幡 | 運行系統 70番：田野浦 - 東門司二丁目 - ※／東本町二丁目 - ※レトロ桟橋通 - 小森江 - 大里 - 門司駅前 - 原町 - 赤坂 - 砂津 - 小倉駅入口 - 魚町 - 大門 - （青葉車庫■）- 小倉高校下 - 中井口 - 工大入口 - 三六 - 幸町 - 戸畑渡場 71番：砂津 - 小倉駅入口 - 魚町 - 大門 - 小倉高校下 - 中井口 - 工大入口 - 三六 - 幸町 - 大橋通 → 若松駅 - 西鉄北九州線・戸畑線代替路線。かつては70番として門司 - 戸畑 - 若松の直通運転が行われていたが、現在は70番（門司 - 戸畑 - 八幡線として門司・戸畑担当）と71番（黒崎 - 戸畑 - 砂津線として小倉・八幡が担当）に分かれる。（両系統は砂津 - 幸町間で重複） - 2007年のダイヤ改正により、路面電車が走っていなかった門司港駅前停留所に停車する路線と、若松区内を走る路線が、この系統に新設された。 |
| 91    | 91    |       |      | 黒崎・戸畑 - 砂津                  | 小倉・八幡            | 運行系統：砂津 - 小倉駅入口 - 魚町 - 大門 - 小倉高校下 - 中井口 - 三六 - 幸町 - 浅生通 - 牧山 - 枝光駅前 - 中央二丁目 - 八幡駅入口第一 - 祇園三丁目 - 西鉄黒崎バスセンター - 西鉄北九州線・戸畑線・枝光線代替路線。長距離路線のひとつ。嘗てはバス専用道路を通る90番として運用されていたが、改正で廃止・ルート変更された。 - 2015年まで、黒崎 - 戸畑 - 砂津間を結ぶ路線は経由地が多少違う3系統あったが、2016年3月のダイヤ改正で91番に集約された。 |

## 高速バス

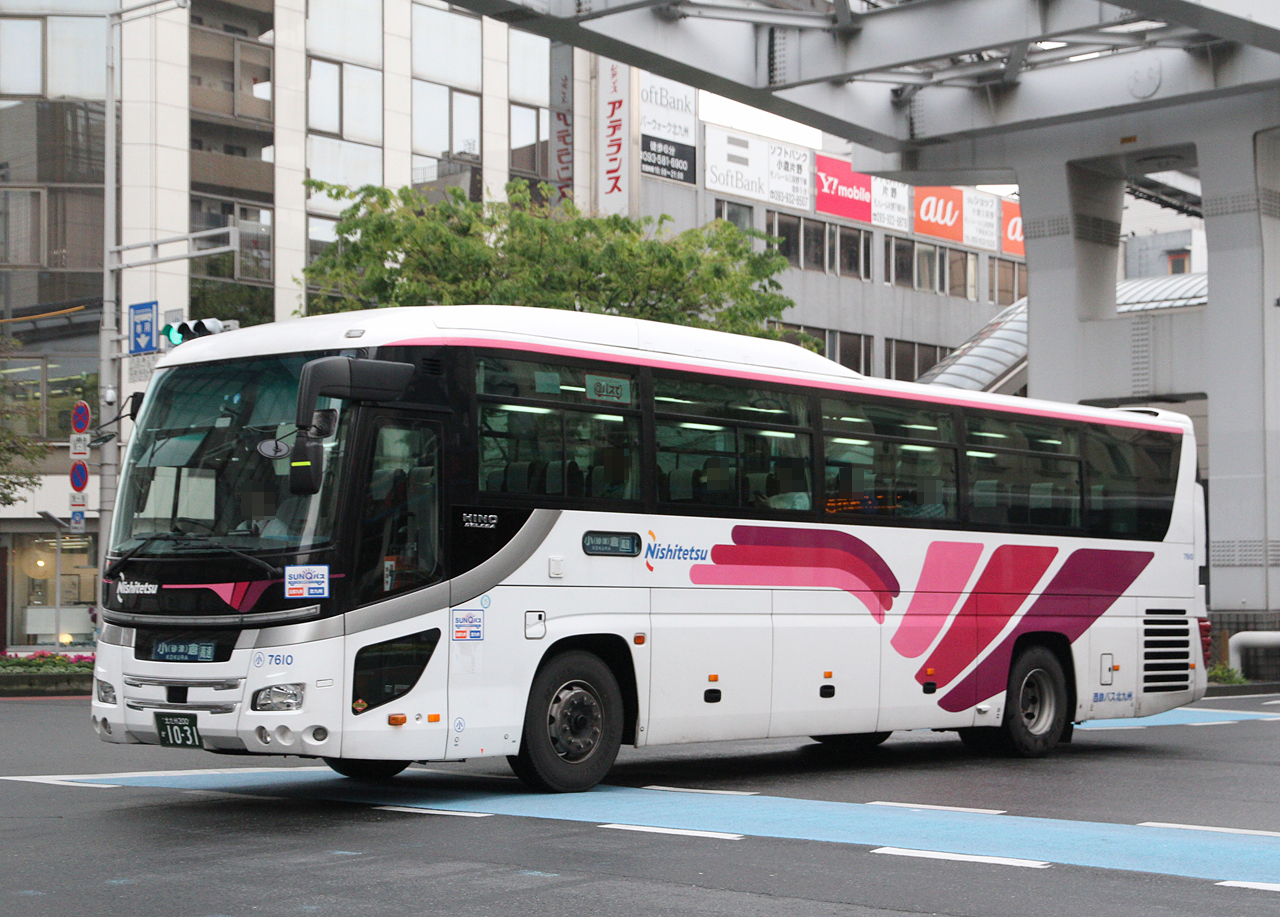
高速バス（北九州 - 別府・大分線）

以下の路線を運行している。（営業所）は、運行担当。
- 福岡 (天神) - 津田・苅田・行橋線（行橋）

行橋営業所復活前は弥生が丘営業所が担当していた。
- 砂津・小倉 - 北九州空港線 「北九州空港エアポートバス」（北九州高速）

2022年3月11日までは小倉営業所が運行していた。
砂津ー小倉駅ー中谷ー北九州空港と走行する各停便と 砂津ー小倉駅ー北九州空港と、小倉駅を出発すると空港まで止まらないノンストップ便が存在する。
- 折尾・黒崎 - 北九州空港線（八幡）

北九州市交通局と共同運行していたが、2010年3月末をもって一旦撤退。その後2011年3月27日をもって交通局から路線を譲受して再運行開始。
- 福岡 - 北九州線（北九州高速）

このうちの福岡 - 中間線については、西鉄グループの公式な愛称ではないが、西鉄バス北九州では「中間高速」と呼んでいた。2013年4月1日のダイヤ改正より高速バス福岡 - 北九州線に組み込まれ「なかま号」の愛称が付いた。2019年4月に西鉄高速バスの会社解散に伴い、同社北九州支社で西日本鉄道本社から管理委託を受ける形で運行していた福岡-北九州線並びに福岡空港-小倉線に関しても、同年4月1日以降は当社が西日本鉄道本社から管理委託を受ける形で引き続き運行業務を行っている。なかま号は2020年3月14日を持って運行を終了した。なお当路線の福岡側の運行は西日本鉄道博多自動車営業所の運行。

### 過去の路線
- 下関 - 北九州空港線（門司）

サンデン交通と共同運行していたが、2009年3月末をもって撤退。
- 北九州 - 湯布院線（小倉）

2015年7月18日 - 12月27日の土休日に運航する期間限定路線で、亀の井バスと共同運行。
- 北九州 - 別府・大分線「ゆのくに号」（小倉）

2011年9月25日を以って一旦撤退。その後、東九州自動車道の延伸開業に伴い2015年3月7日より運行再開。共同運行会社は、当初の大分交通、亀の井バスに加えて大分バスが参入。また運行再開後に愛称を募集し、同年9月12日のイベントで愛称が「ゆのくに」に決定したことが発表された。2016年12月4日から2018年3月31日までノンストップ便も担当。大分側3社撤退により2018年4月1日より自社のみによる運行。2020年以降、新型コロナウイルスの影響を受け、利用状況の改善が見込めないとして2022年5月1日より運行休止。2023年3月31日を以って路線廃止となった。
- 「ふくふく号」（門司）

前述の西鉄高速バス解散により北九州高速営業所がサンデン交通と共同運行により引き続き運行。2019年4月1日からは西日本鉄道福岡高速営業所と共同運行になるため、北九州高速運行分は西日本鉄道からの管理委託により運行。2020年3月14日に門司営業所に移管。2023年3月25日博多自動車営業所へ移管。
- 小倉 - 福岡空港線(北九州高速)

福岡空港と北九州市を結ぶ路線。

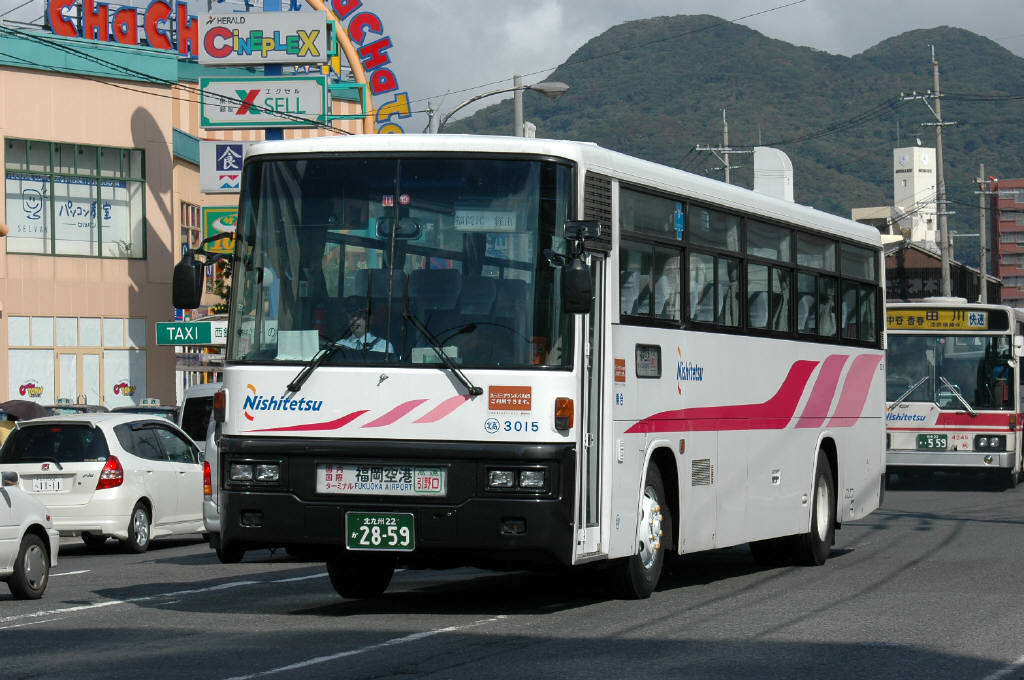
福岡インター経由

1979年、北九州 - 福岡線に属する路線では最初に開通。若宮IC以東「ひきの号」の運行経路に準じたルートで（停車箇所も同じ）、福岡市内を福岡都市高速経由で国内線ターミナル経由国際線ターミナルへ直行する系統として（25 - 80分間隔で1日18往復運転）運行していた。
2018年2月1日に博多駅系統ダイヤ改正を受け減便。利用客の減少に加え昨今の乗務員不足も影響し、2020年1月13日限りで廃止となった。
かつては古賀IC経由の便と福岡IC経由（福岡都市高速には接続せず一般道経由で直接福岡空港へ）の便、福岡空港と黒崎・戸畑・若松を結ぶ路線もあった。

## 特定輸送
特定バスとして日本製鉄八幡製鐵所・小倉地区の従業員輸送用のバスを運行しているが、実際の運行は西鉄グループの北九西鉄交通に委託している。

## 車両

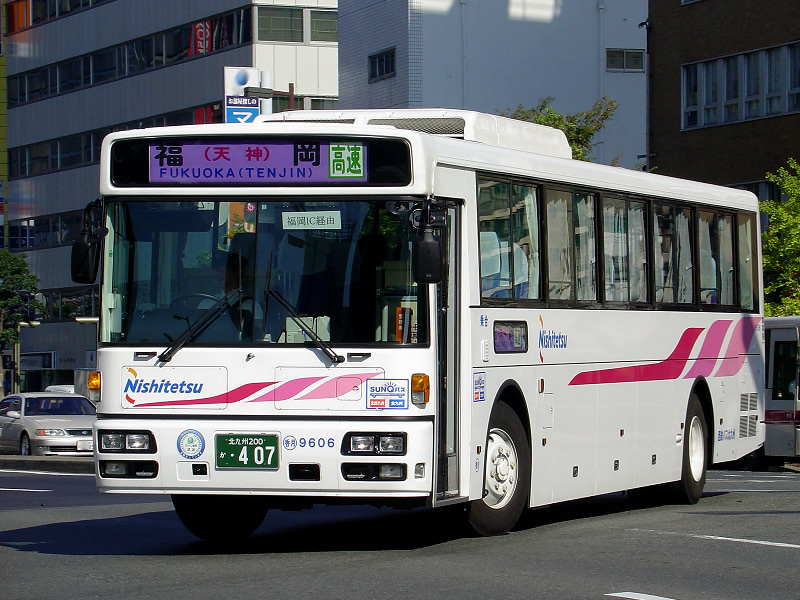
スペースランナーRA
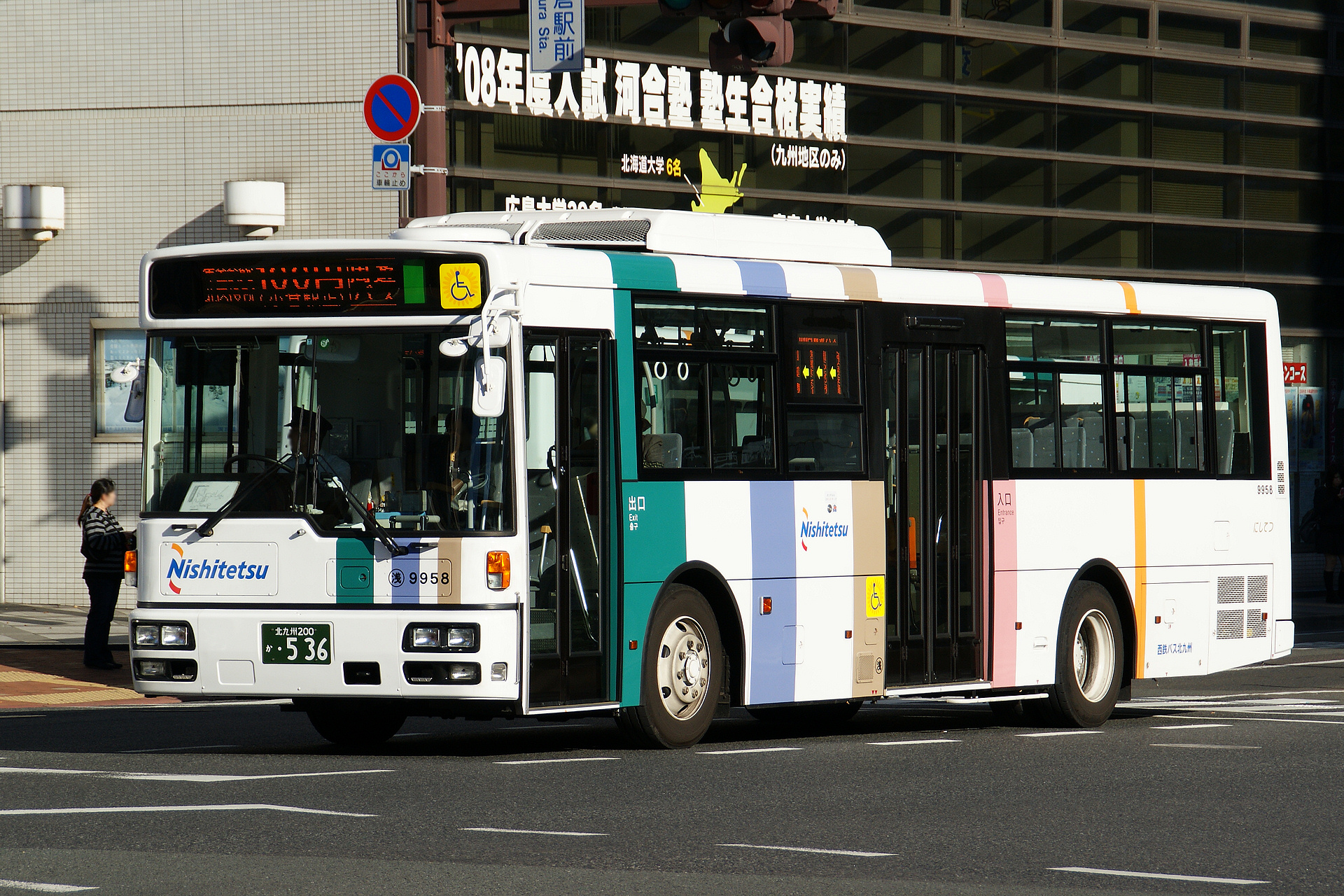
一般路線バス（新塗装）
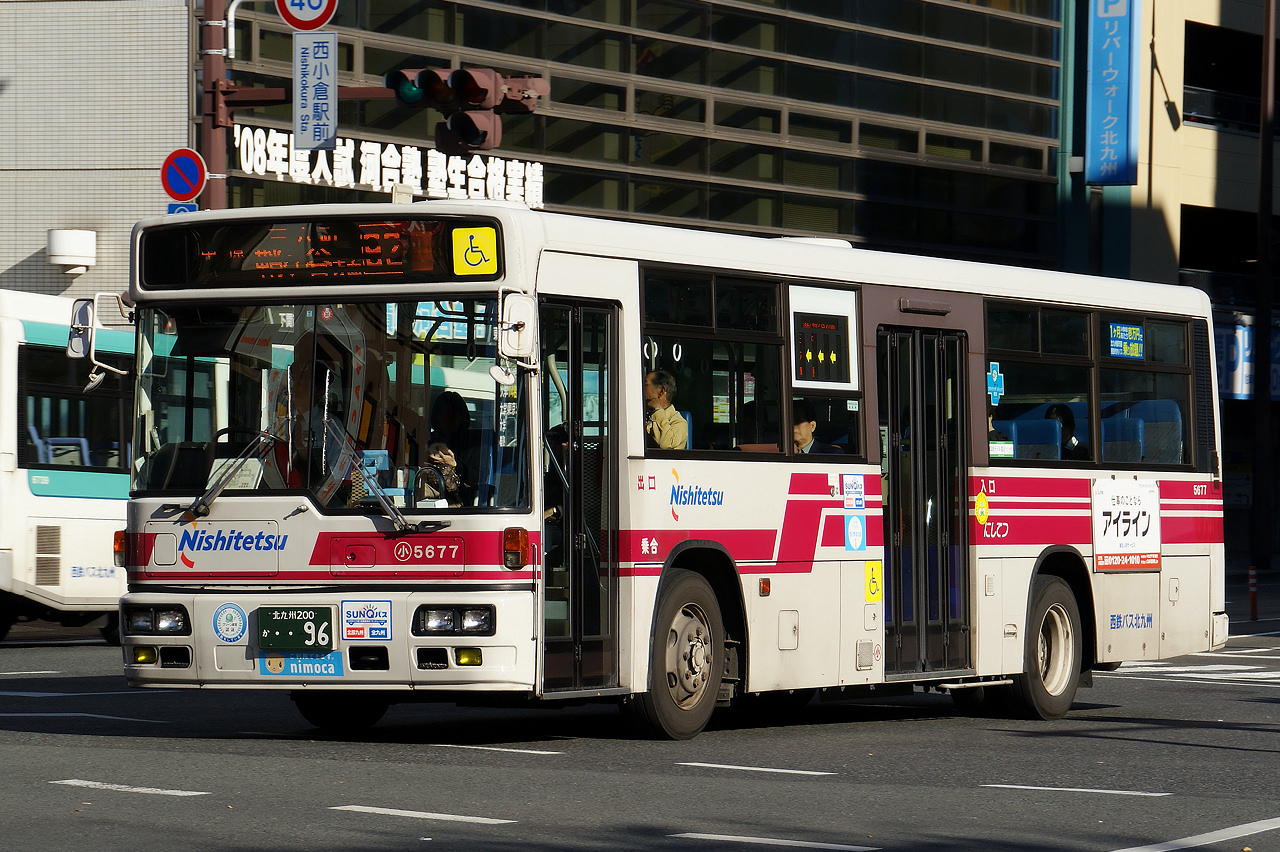
一般路線バス（旧塗装）
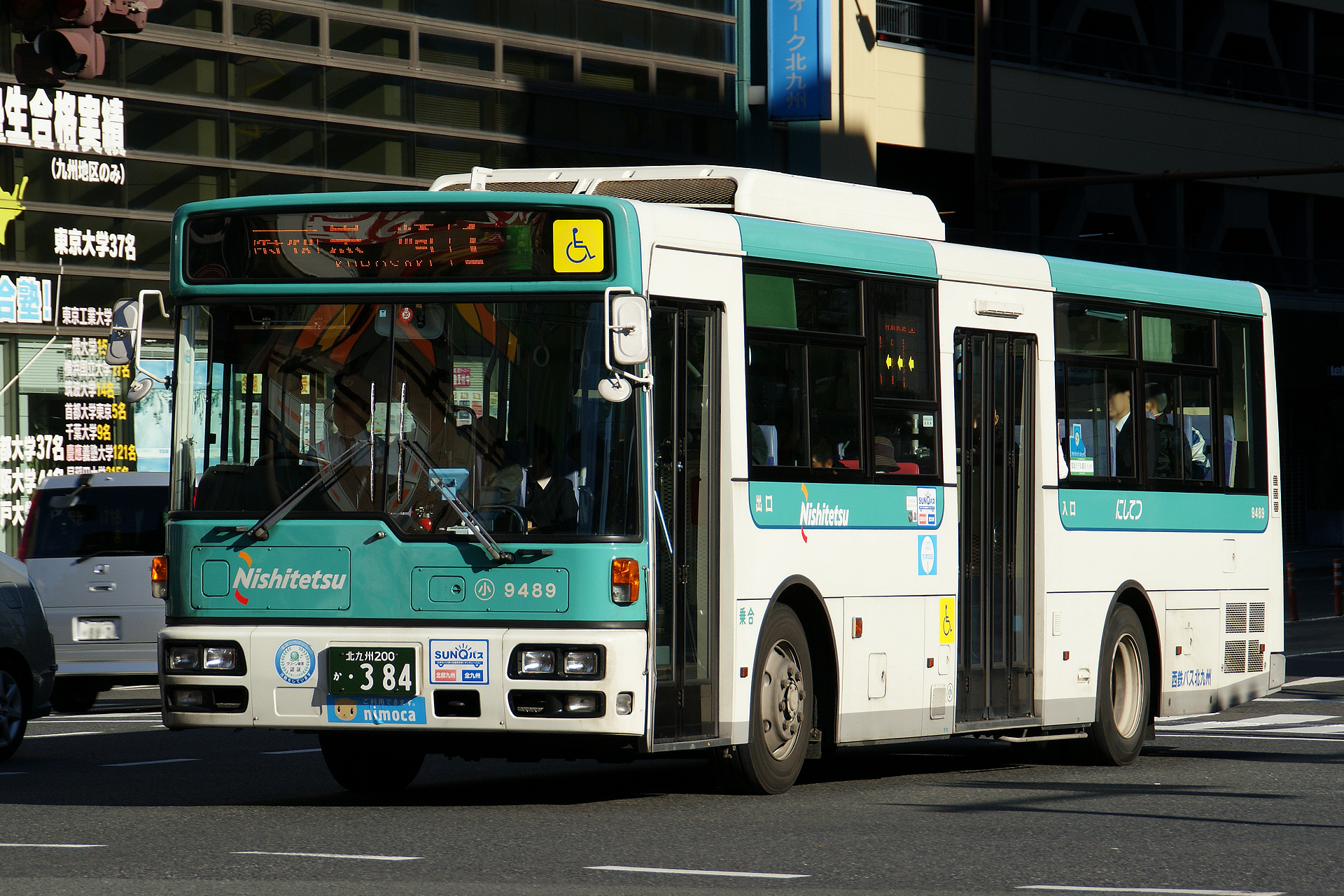
電車代替バス
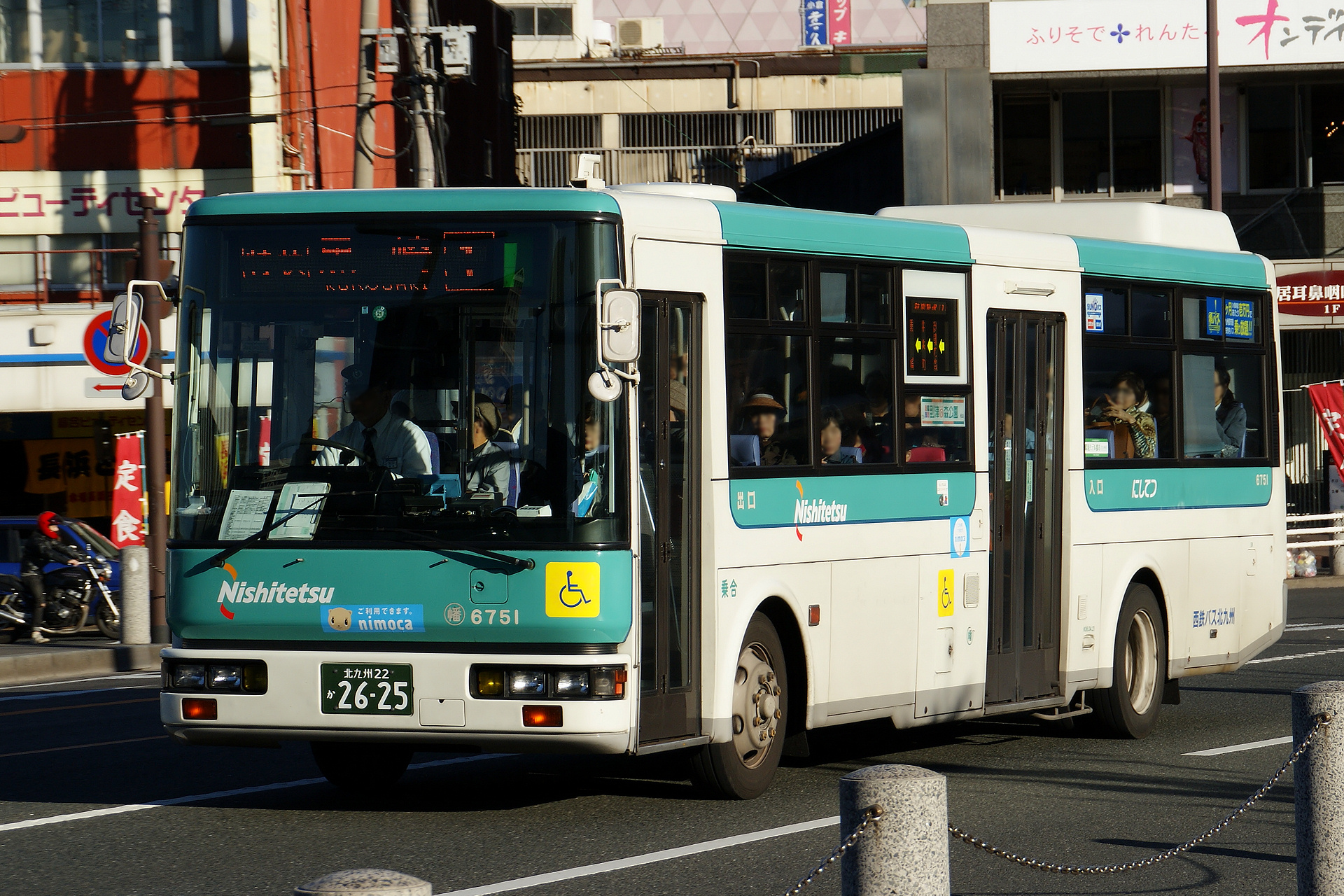
電車代替バス（運行開始当初の車両）
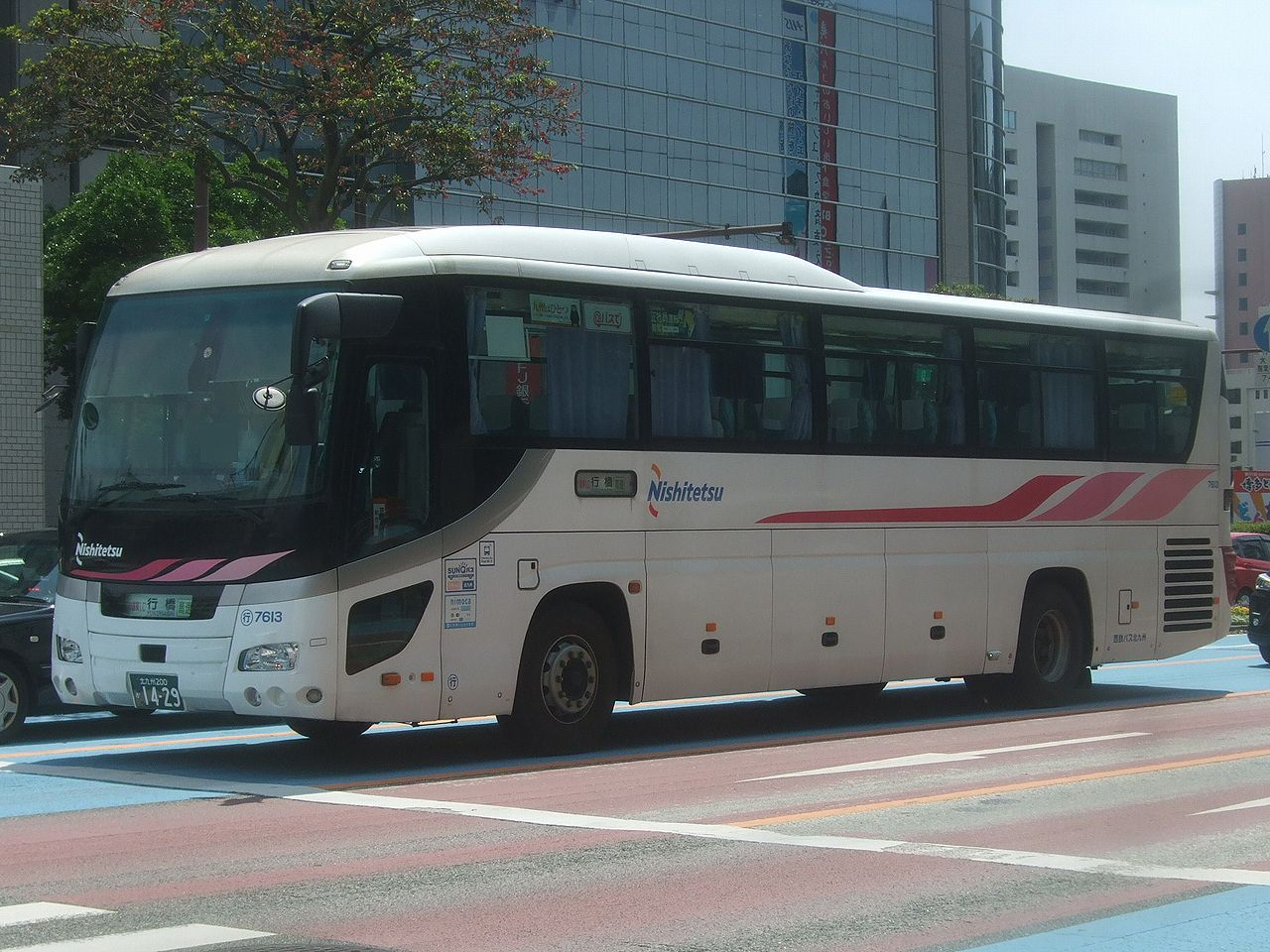
高速バス（福岡 - 苅田/行橋線）